# Barison-Halbinsel
Die Barison-Halbinsel (in Chile Península Barison, in Argentinien Península Ruiz Huidobro) ist eine 19 km lange und 12 km breite Halbinsel an der Graham-Küste des Grahamlands auf der Antarktischen Halbinsel. Sie trennt die Leroux-Bucht im Südwesten von der Beascochea-Bucht im Nordosten.
Die erste Sichtung geht vermutlich auf Teilnehmer der Belgica-Expedition (1897–1899) des belgischen Polarforschers Adrien de Gerlache de Gomery zurück. Kartiert wurde sie bei der Vierten Französischen Antarktisexpedition (1903–1905) unter der Leitung des Polarforschers Jean-Baptiste Charcot. Wissenschaftler der 28. Chilenischen Antarktisexpedition (1973–1974) benannten sie nach Eduardo Barison Roberts, Kapitän der Yelcho bei dieser Forschungsreise. Namensgeber der argentinischen Benennung ist wahrscheinlich der argentinische Geologe Óscar José Ruiz Huidobro (1917–2004).